# هلموت رتر
هلموت رتّر (بالألمانية: Hellmut Ritter)‏ (1892 - 1971 م) هو مستشرق ألماني اشتهر بتحقيقاته لمخطوطات عربية وفارسية. تتلمذ على تيوور نيلدكه وكارل بروكلمن.

## روابط خارجية
- هلموت رتر على موقع الموسوعة البريطانية (الإنجليزية)